# Timocreonte di Rodi
Timocreonte di Rodi (Ialiso, 520 a.C. circa – dopo il 480 a.C.) è stato un poeta greco antico.

## Biografia
Timocreonte (in greco Τιμοκρέων), nato a Ialiso, nell'isola di Rodi, fu un poeta lirico greco che fiorì intorno al 480 a.C., al tempo delle guerre persiane. A proposito di questo contesto, è ricordato in particolare per i suoi aspri scontri con Temistocle e Simonide sullo schierarsi o no con gli invasori persiani, ragion per cui venne bandito dalla sua patria nel periodo della vittoria greca nella battaglia di Salamina, rifugiandosi ad Andros. Viene anche ricordato come un atleta di una certa distinzione.
Infatti, come riporta da Ateneo, Timocreonte finì alla corte del re persiano dove si distinse come atleta e ghiottone, mangiando così tanto che il re stesso gli chiese cosa stesse cercando di fare, al che Timocreonte rispose che lo faceva per prepararsi a picchiare innumerevoli persiani. Mantenne la sua promessa il giorno successivo e, dopo aver travolto tutti i persiani che erano abbastanza coraggiosi da combatterlo, iniziò a prendere a pugni l'aria, solo per dimostrare che "gli erano rimasti tutti quei colpi se qualcuno voleva affrontarlo".
Sembra fosse acerrimo rivale di Simonide, come testimonia un epitaffio beffardo attribuito a quest'ultimo per Timocreonteː
e assai mangiato e ben calunniato 

molti, io Timocreonte.»
(trad. A. D'Andria)

## Opere
Timocreonte era anche noto come compositore di scolia (canzoni per il simposio) e, secondo la Suda, scrisse drammi nello stile dell'antica commedia. 
Una sua famosa canzone parlava del dio Pluto, che sembra aver ispirato l'imitazione di Aristofane negli Acarnesiː
né sulla terra né sul mare e altrove, 

ma nel Tartaro tu fossi vissuto 

e nell'Acheronte; perché per te 

gli uomini hanno sempre tutti i maliǃ»
(trad. A. D'Andria)
Nulla invece si sa delle sue commedie ed è probabile che non fosse un drammaturgo, ma si limitasse a comporre poesie in trimetri. In un racconto di Filodemo, viene presentato come un cantore presuntuoso a un agone dove avrebbe eseguito una lirica su Castore, il che permette di annoverarlo tra i lirici corali, il che spiegherebbe anche la rivalità con Simonide e l'uso di particolari forme metriche come lo ionico. Di questa produzione restano, conservati sempre da Plutarco , tre frammenti diretti contro Temistocle, in una inconsueta forma di invettiva in forma di lode. In totale, comunque, della produzione di Timocreonte restano otto frammenti, interessanti, appunto, per il contesto storico e la forma metrica.